# Grabèls
Grabèls (en francès Grabels) és un municipi occità del Llenguadoc, situat al departament de l'Erau i a la regió d'Occitània. L'any 2014 tenia 7.597 habitants.